# Skalna Perć (Pieniny)

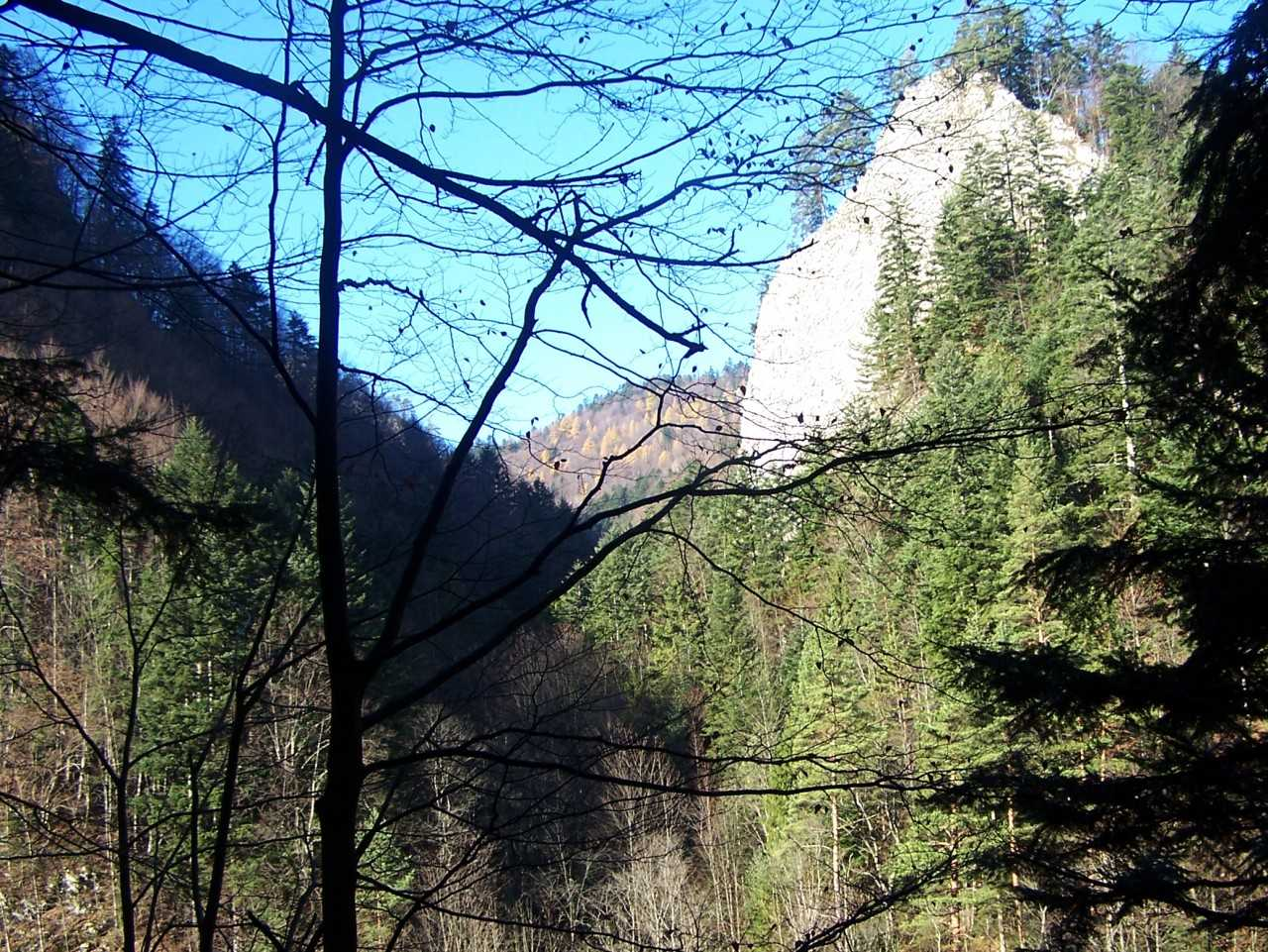
Dolina Pienińskiego Potoku, którą biegła Skalna Perć

Skalna Perć – nieistniejący szlak turystyczny w Pieninach, łączący schronisko im. Henryka Sienkiewicza na przełęczy Przechodki Wielkie z Górą Zamkową.
Szlak został wytyczony w latach 1925–1926 przez księdza Walentego Gadowskiego. Wiódł on z Przechodek Wielkich, północnym brzegiem Dunajca u stóp Sokolicy do Pienińskiego Potoku, a następnie do góry, przez Skalną Bramę ku Zamkowi Pienińskiemu. Był oznakowany dwoma kolorami: do ujścia Potoku – zielonym (i ten odcinek nazwał ks. Gadowski „Skalną Percią”), a następnie kolorem czerwonym, gdy łączył się ze szlakiem schodzącym z Sokolicy. Posiadał zabezpieczenia w postaci metalowych łańcuchów i barierek oraz kutych w skale stopni. Był czynny do 1932, kiedy w związku z powołaniem Pienińskiego Parku Narodowego został zlikwidowany z uwagi na to, że biegł przez tereny ściśle chronione. Ostatecznie jego likwidację zakończono w 1938. Do dziś przetrwały wbite w skalne ściany haki i fragmenty drabinek.